# Annexe III de la CITES
 (décembre 2023).
Pour un article plus général, voir Convention sur le commerce international des espèces de faune et de flore sauvages menacées d'extinction.
L'annexe III de la CITES est la liste des espèces inscrites à la demande d'une partie qui en réglemente déjà le commerce et qui a besoin de la coopération des autres parties pour en empêcher l'exploitation illégale ou non durable. Le commerce international des spécimens des espèces inscrites à cette annexe n'est autorisé que sur présentation des permis ou certificats appropriés .

## Contenu de l'Annexe III
Au 17 février 2005, cette annexe comprend : 
| Groupes             | Espèces | Sous-espèces | Populations |
| Mammifères (liste)  | 57      | 11           | 0           |
| Oiseaux (liste)     | 149     | 0            | 0           |
| Reptiles (liste)    | 25      | 0            | 0           |
| Amphibiens (liste)  | 0       | 0            | 0           |
| Poissons (liste)    | 0       | 0            | 0           |
| Invertébrés (liste) | 16      | 0            | 0           |
| Plantes (liste)     | 45      | 1            | 2           |

Les annexes I, II et III de la CITES sont des listes où figurent des espèces bénéficiant de différents degrés ou types de protection face à la surexploitation.